# صرع
الصَّرْعُ هو مجموعة من الاضطرابات العصبية التي تنتج عن اضطراب الإشارات الكهربائية في خلايا المخ وتتميز بحدوث نوبات متكررة. يمكن أن تختلف نوبات الصرع من فترات قصيرة وغير قابلة للكشف تقريبًا إلى فترات طويلة من التشنج الشديد، كما يمكن أن تؤدي هذه النوبات إلى إصابات جسدية، بما في ذلك كسر العظام في بعض الأحيان. تتكرر النوبات في حالات الصرع، وكقاعدة عامة، ليس لها أي سبب كامن فوري. لا تعتبر النوبات المنفصلة التي تثيرها أسباب معينة مثل التسمم صرع. يمكن علاج المصابين بالصرع بأشكال مختلفة في العديد من المناطق حول العالم ويعانوا من درجات متفاوتة من الوصمة الاجتماعية بسبب حالتهم.
سبب معظم حالات الصرع غير معروف، حيث تحدث بعض الحالات نتيجة لإصابة الدماغ أو السكتة الدماغية أو أورام المخ أو التهابات المخ أو العيوب الخلقية. ترتبط الطفرات الوراثية المعروفة ارتباطًا مباشرًا بنسبة بسيطة من الحالات. تأتي نوبات الصرع نتيجة للنشاط العصبي المفرط وغير الطبيعي في القشرة المخية. يشتمل التشخيص على استبعاد الحالات الأخرى التي قد تسبب أعراضًا مماثلة، مثل الإغماء، وتحديد ما إذا كان هناك سبب آخر للنوبات، مثل متلازمة الانسحاب الكحولي أو مشاكل الإلكتروليت. قد يتم ذلك جزئيًا عن طريق تصوير الدماغ وإجراء تحاليل الدم ويمكن تأكيد الإصابة بالصرع غالبًا باستخدام تخطيط أمواج الدماغ (EEG)، لكن الاختبار الطبيعي لا يستبعد الحالة.
يمكن الوقاية من الصرع الذي يحدث نتيجة لمشاكل أخرى ويمكن السيطرة على النوبات عن طريق الأدوية في حوالي 70٪ من الحالات، غالبا ما تكون هذه الأدوية متوفرة. بالنسبة إلى أولئك الذين لا تستجيب نوباتهم للأدوية يمكن الإتجاه إلى الجراحة أو التحفيز العصبي أو التغيرات الغذائية. لا تستمر كل حالات الصرع طوال العمر، فهناك الكثير من الناس تتحسن حالتهم إلى درجة الإستغناء عن العلاج.

## دراسة وبائية
اعتبارا من عام 2015، يعاني حوالي 39 مليون شخص من الصرع، نسبة 80٪ من هذه الحالات تكون في العالم النامي. ارتفعت نسبة الوفيات من 112000 تقريبًا في عام 1990 لتصل إلى 125000 شخص في عام 2015. يعتبر الصرع أكثر شيوعًا بين كبار السن. في العالم المتقدم، تظهر الحالات الجديدة في أغلب الأحيان لدى الأطفال وكبار السن، بينما تظهر في العالم النامي لدى الأطفال الأكبر سنا والشباب وذلك يرجع لاختلاف وتيرة الأسباب الكامنة. حوالي نسبة 5-10٪ من الناس متوقع أن يعانوا من نوبة غير مبررة في سن الثمانين، وفرصة حدوث نوبة ثانية تتراوح بين 40-50٪. تُفرض قيود على قدرة الأشخاص المصابين بالصرع على القيادة في العديد من مناطق العالم، ولا يُسمح لهم بالقيادة حتى تتوقف النوبات عن الحدوث تمامًا لمدة محددة من الوقت.

## العلامات والأعراض
يتسم الصرع بالخطر طويل المدى الذي يحدث بسبب النوبات المتكررة. قد تختلف هذه النوبات وفقًا للجزء المصاب من المخ وعمر الشخص.

### النوبات
المقال الرئيسي: نوبة (طب)
النوع الأكثر شيوعا من النوبات هو الاختلاج (نسبة 60٪). يبدأ الثلث منهم كنوبات صرع معمم منذ البداية، مما يؤثر على نصفي الكرة المخية. بينما يبدأ الثلثان كنوبات صرع بؤرية والتي تؤثر على نصف الكرة المخية والتي قد تتطور بعد ذلك إلى نوبات صرع معممة. النسبة المتبقية من النوبات (40٪) تكون غير تشنجية. مثل نوبات الصرع الصغير، والتي تتسب في انخفاض مستوى الوعي وعادة ما تستغرق حوالي 10 ثوان.
غالبًا ما يسبق نوبات الصرع الجزئي (الصرع البؤري) اضطرابات معينة، تُعرف باسم الأورة، وتحدث في عدة أشكال تشمل الظواهر الحسية (بصرية، وسمعية، أو شمية)، والظواهر النفسية، والذاتية، والحركية. قد يبدأ نشاط حركات الرجيج في مجموعة معينة من العضلات ثم تنتشر إلى مجموعات العضلات المحيطة، وفي هذه الحالة يُعرف باسم الزحف الجاكسوني. كما يمكن حدوث حركات تلقائية، وهي أنشطة تصدر دون وعي وتكون حركات متكررة بسيطة مثل ضرب الشفاه أو أنشطة أكثر تعقيدًا مثل محاولات التقاط شيء ما.
هناك ستة أنواع رئيسية من نوبات الصرع المعممة: نوبة توترية رمعية، نوبات الاختلاج التوتري، اختلاجات الرمع العضلي، الاختلاجات الارتعاشية، نوبة صرعية مصحوبة بغيبة (اختلاجات غيبات الوعي) ونوبة صرع ارتخائية. تنطوي جميع الأنواع على فقدان الوعي وعادة ما تحدث دون سابق إنذار. 
تحدث النوبات التوترية الرمعية أو نوبات الصرع الكبرى مع تقلص وانقباض في الأطراف ثم امتدادها إلى الجانب بالإضافة تقوس الظهر وعادة ما تستمر لمدة 10-30 ثانية (المرحلة التوترية). قد تسمع صرخة بسبب انقباض عضلات الصدر، ثم تليها هز في الأطراف في انسجام تام (المرحلة الرمعية). ينتج عن النوبات التوترية تقلصات ثابتة للعضلات وغالبًا ما يتحول الشخص إلى اللون الأزرق مع توقف التنفس. في نوبات الصرع الرمعية يحدث اهتزاز لجميع الأطراف في انسجام تام. وبعد التوقف قد يستغرق الأمر من 10 إلى 30 دقيقة حتى يعود الشخص إلى طبيعته، وتسمى هذه فترة أو حالة السلوك التلقائي بعد النوبة. من الممكن أن يفقد المصاب السيطرة على الأمعاء أو المثانة أثناء النوبة وقد يتم عض طرف اللسان أو جانبيه. في النوبات التوترية الرمعية، تكون العضات الجانبية للسان أكثر شيوعًا.
نوبات الرمع العضلي تشمل تشنجات في بعض العضلات أو في كل عضلات الجسم. يمكن أن تكون اختلاجات غيبات الوعي غير ملحوظة حيث يحدث فقط دوران طفيف في الرأس أو ومض العين وعادة لا يسقط الشخص المصاب ويعود إلى طبيعته مباشرة بعد انتهائها مباشرة. تتضمن النوبات الارتخائية فقدان النشاط العضلي لأكثر من ثانية واحدة ويحدث عادة في جانبي الجسم.
يعاني حوالي 6 ٪ من المصابين بالصرع من نوبات غالباً ما تحدث بسبب أحداث محددة وتُعرف باسم نوبات الصرع الانعكاسي. الأشخاص الذين يعانون من الصرع الانعكاسي تحدث لديهم نوبات تسببها محفزات محددة، أكثرها شيوعاً الأضواء الساطعة والضوضاء المفاجئة. في أنواع معينة من الصرع، تحدث النوبات في كثير من الأحيان أثناء النوم، وفي أنواع أخرى تحدث فقط عند النوم.

### تال لنوبة الصرع (تال للنشبة)
عادة ما تكون هناك فترة للإفاقة بعد النوبة (حالة النشبة) يحدث خلالها ارتباك، ويشار إليها باسم «تال للنشبة» وتعني فترة ما بعد النوبة قبل عودة مستوى الوعي الطبيعي وعادة ما تستغرق من 3 دقائق إلى 15 دقيقة، ولكنها قد تستمر لساعات. تشمل الأعراض الشائعة الأخرى الشعور بالتعب والصداع وصعوبة التحدث والسلوك غير الطبيعي. يعتبر الذهان بعد النوبة شائع نسبيا، ويحدث في 6-10 ٪ من الناس. لا يتذكر معظم الناس ما حدث خلال هذا الوقت. قد يحدث أيضًا ضعف موضعي، والمعروف باسم شلل تود، بعد نوبة صرع بؤرية. عندما يحدث، عادةً ما يستمر من لثواني إلى دقائق، ولكن نادرًا ما يستمر لمدة يوم أو يومين.

### الآثار النفسية للصرع
يمكن أن يكون للصرع آثار ضارة على الرفاه الاجتماعي والنفسي، قد تشمل هذه الآثار العزلة الاجتماعية والوصم أو الإعاقة. قد يؤدي كذلك إلى انخفاض التحصيل العلمي؛ حيث تعد صعوبات التعلم شائعة لدى المصابين بهذه الحالة، وخاصة بين الأطفال المصابين بالصرع. يمكن لوصمة الصرع أن تؤثر أيضًا على عائلات المصابين به.
تحدث في كثير من الأحيان اضطرابات معينة لدى الأشخاص الذين يعانون من الصرع، وهذا يتوقف جزئيًا على متلازمة الصرع المصاب بها الشخص، وتشمل الاكتئاب واضطراب القلق واضطراب الوسواس القهري والصداع النصفي. يؤثر اضطراب نقص الانتباه مع فرط النشاط على الأطفال المصابين بالصرع من ثلاث إلى خمس مرات أكثر من الأطفال الذين لا يعانون منه. يؤدي هذا الاضطراب مع الصرع إلى عواقب وخيمة على سلوك الطفل وتعلمه وتطوره الاجتماعي. يكون الصرع أيضا أكثر شيوعا في الأطفال المصابين بالتوحد.

## الأسباب
اقرأ أيضًا: أسباب نوبات الصرع
يمكن أن يكون للصرع أسباب وراثية ومكتسبة، تتداخل هذه العوامل في العديد من الحالات. الأسباب المكتسبة المؤكدة تشمل صدمة خطيرة في الدماغ والسكتة الدماغية والأورام ومشاكل في الدماغ نتيجة لمرض سابق. يكون السبب في حوالي 60٪ من الحالات غير معروف. يعد الصرع الناجم عن الحالات الوراثية أو الخلقية أو النموية أكثر شيوعًا بين الشباب، في حين أن أورام المخ والسكتات الدماغية أكثر احتمالًا لدى كبار السن. 
قد تحدث النوبات أيضًا نتيجة لمشاكل صحية أخرى؛ إذا حدثت مباشرة بعد سبب محدد، مثل السكتة الدماغية أو إصابة الرأس أو الابتلاع السمي أو مشكلة التمثيل الغذائي، فإنها تُعرف باسم النوبات الحادة في الأعراض وهي في نطاق أوسع لتصنيف الاضطرابات المرتبطة بالنوبات بدلاً من الصرع نفسه.

### صرع وراثي
يُعتقد أن الأسباب الجينية أو الوراثية هي السبب في غالبية الحالات، سواء بشكل مباشر أو غير مباشر. تكون بعض حالات الصرع ناتجة عن عيب جين واحد (1-2٪)؛ معظمها بسبب تفاعل الجينات المتعددة والعوامل البيئية. تؤثر معظم الجينات المعنية على القنوات الأيونية، إما بشكل مباشر أو غير مباشر. وتشمل جينات القنوات الأيونية نفسها، والإنزيمات، ومستقبلات جابا، والمستقبل المقترن بالبروتين ج.
في حالات التوائم المتطابق، إذا كان أحدهم مصاب بالصرع فهناك فرصة بنسبة تتراوح من50٪ إلى 60٪ أن يتأثر الآخر أيضًا. بينما في التوائم غير المتطابق، يكون الخطر بنسبة 15٪. تكون هذه المخاطر أكبر عند المصابين بنوبات معممة وليست بؤرية. إذا تأثر كلا التوأمين، فمعظم الوقت يكون لديهم نفس متلازمة الصرع (70-90٪). تزداد خطورة الإصابة عند أقارب الشخص مصاب بالصرع بنسبة خمسة أضعاف. يعاني بين 1 و 10 ٪ من المصابين بمتلازمة داون و90 ٪ من المصابين بمتلازمة أنجلمان من الصرع.

### صرع مكتسب
قد يحدث الصرع نتيجة لعدد من الحالات الأخرى بما في ذلك الأورام والسكتات الدماغية وصدمات الرأس والالتهابات السابقة في الجهاز العصبي المركزي، والتشوهات الوراثية، ونتيجة لتلف المخ في وقت الولادة. يعاني حوالي 30٪ من المصابين بأورام الدماغ من الصرع، مما يجعلهم سبب حوالي 4٪ من الحالات. يكون الخطر أكبر بالنسبة للأورام في الفص الصدغي وتلك التي تنمو ببطء. بعض الأمراض الأخرى مثل التشوهات الكهفية الدماغية والتشوهات الشريانية الوريدية لها مخاطر تصل إلى نسبة 40-60٪. يصاب بنسبة 2-4٪ من الذين يعانون من السكتة الدماغية بالصرع. في المملكة المتحدة تمثل السكتات الدماغية السبب بنسبة 15٪ من الحالات، و30 ٪ من كبار السن. يرجع ما بين 6 و 20٪ من حالات الصرع إلى صدمة في الرأس. تزيد إصابات ارتجاج الدماغ من خطر حدوث الصرع للضعف بينما تزيد الإصابات الدماغية الرضية من خطر الإصابة بسبعة أضعاف. بالنسبة لأولئك الذين عانوا من جرح طلقة نارية قوية في الرأس، فإن خطرالإصابة يبلغ نسبة حوالي 50٪.
توجد بعض الأدلة التي تربط الصرع بالداء البطني والتحسس الغلوتيني اللاباطني، في حين أن هناك بعض الأدلة الأخرى التي لا تثبت ذلك. يبدو أن هناك متلازمة محددة تشمل مرض الاضطرابات الهضمية والصرع والتكلسات في المخ. تشير تقديرات 2012 إلى أن ما بين 1٪ و 6٪ من المصابين بالصرع يعانون من الداء البطني في حين أن 1٪ من عامة السكان يعانون من هذه الحالة.
تعد نسبة خطر الإصابة بالصرع بعد التهاب السحايا أقل من 10٪، عادة ما يتسبب هذا المرض في النوبات خلال العدوى نفسها. في حالات التهاب الدماغ الحلئي، يكون خطر الإصابة بالنوبة حوالي 50٪.
يزيد تعاطي الكحول من خطر الإصابة بالصرع؛ يعاني أولئك الذين يشربوا ست وحدات من الكحول يوميًا (تعادل الوحدة 10 مل أو 8 غرام من الكحول الصافي) من زيادة بمقدار 2,5 ضعف خطر الإصابة. تشمل المخاطر الأخرى مرض الزهايمر، والتصلب المتعدد، والتصلب الحدبي، والتهاب الدماغ المناعي الذاتي. الحصول على التطعيم لا يزيد من خطر الصرع. يعد سوء التغذية أحد عوامل الخطر التي تظهر في الغالب في العالم النامي، على الرغم من أنه غير واضحًآ ما إذا كان سببًا مباشرًا أم ارتباطًا فقط. يزيد خطر الإصابة بالصرع لدى الأشخاص المصابون بالشلل الدماغي حيث يصاب نصف المصابين بالشلل التشنجي بالمرض.

## الفرق بين التشنج والصرع
التشنج عرض من أعراض الصرع، أما الصَّرْع فهو استعداد المخ لإنتاج شحنات مفاجئة من الطاقة الكهربائية التي تخل بعمل الوظائف الأخرى للمخ. أن حدوث نوبة تشنج واحدة في شخص ما لا تعني بالضرورة أن هذا الشخص يعاني من الصَّرْع. أن ارتفاع درجة الحرارة أو حدوث إصابة شديدة للرأس أو نقص الأكسجين وعوامل عديدة أخرى من الممكن أن تؤدي إلى حدوث نوبة تشنج واحدة.
أما الصَّرْع فهو مرض أو إصابة دائمة وهو يؤثر على الأجهزة والأماكن الحساسة بالمخ التي تنظم عمل ومرور الطاقة الكهربائية في مناطق المخ المختلفة وينتج عن ذلك اختلال في النشاط الكهربائي وحدوث نوبات متكررة من التشنج.

## أنواع الصرع
قد يكون الصرع نوعان:
1. صرعاً أولياً، ويكون جينيا أو وراثيا.
2. وقد يكون صرعا ثانويا، كاستجابة عامة للدماغ نتيجة أي مؤثر أو أعطاب تصيبه.

هناك نوعان من هذا المرض:
1. الصَّرْع العام (30% من الحالات).
2. والصَّرْع الجزئي (70% من الحالات).

يتجلى الصرع الجزئي في منطقة معينة من الدماغ ومن ثم فإن الأعراض تتغير حسب المنطقة المصابة وأحيانا يصعب معرفة أنها نوبة صرعية، وتكون نوبات الصرع الجزئي بسيطة أو معقدة حسب المصاب إذا ما حافظ على أتصاله بمحيطه أو لا. ويمكن أحيانا أن تتحول إلى نوبة الصرع العامة حيث تبدأ العاصفة الكهربائية في منطقة معينة من الدماغ لتنتشر بعد ذلك في باقي الدماغ.
إن أهم أداة في التشخيص هي التاريخ المرضى الدقيق للمريض ويتم ذلك بمساعدة من الأسرة والملاحظات التي تدونها عن حالة المريض والوصف الدقيق للنوبة. أما الأداة الثانية فهي رسم المخ الكهربائي وهو جهاز يسجل بدقة النشاط الكهربائي للمخ وذلك بواسطة أسلاك تثبت على رأس المريض وفيه تسجل الإشارات الكهربية للخلايا العصبية على هيئة موجات كهربائية.والموجات الكهربائية خلال نوبات الصرع أو ما بين النوبات يكون لها نمط خاص يساعد الطبيب على معرفة هل المريض يعانى من الصرع أم لا. كما يتم الاستعانة بالأشعة المقطعية والرنين المغناطيسي للبحث عن وجود أي إصابات بالمخ والتي من الممكن أن تؤدى إلى الصرع.

### عوامل محفزة لظهور الصرع
قلة النوم – الإجهاد والتعب – ارتفاع الحرارة – شرب الكحول – المرض – اضطرابات.
1. الوراثة: عامل الوراثة يلعب دوراً كبيراً في مرض الصرع، والذي يورثه هو استعداد المخ لأن تحدث به اضطرابات تؤدي إلى حدوث نوبة الصرع. فلقد وجد أن عدداً من أفراد عائلة المصاب ربما أصيبوا بالمرض. وبعمل تخطيط للدماغ نجد 8% من أبوي المصاب يكون التخطيط فيهما طبيعياً وفي 92% يكون تخطيط أحدهما أو كليهما غير طبيعي.
2. الإصابة: اصابة الرأس وبالتالي إصابة المخ تُسبب الصرع، فلقد وجد من فحص 300 حالة مصابه بالصرع الذي لا يعرف له سبب أن هناك 17% حدث لهم إصابة بالمخ تتراوح بين بسيطة وظاهرة – ولقد وجد في مرض الصرع أنه كثيراً ما يحدث في أول طفل يولد لأنه أشد عُرضة لهذه الاصابات أثناء الولادة، مما يجعل احتمال الصرع فيه أكثر من إخوته من بعده لانهم أقل عرضة للإصابة منه أثناء الوضع.

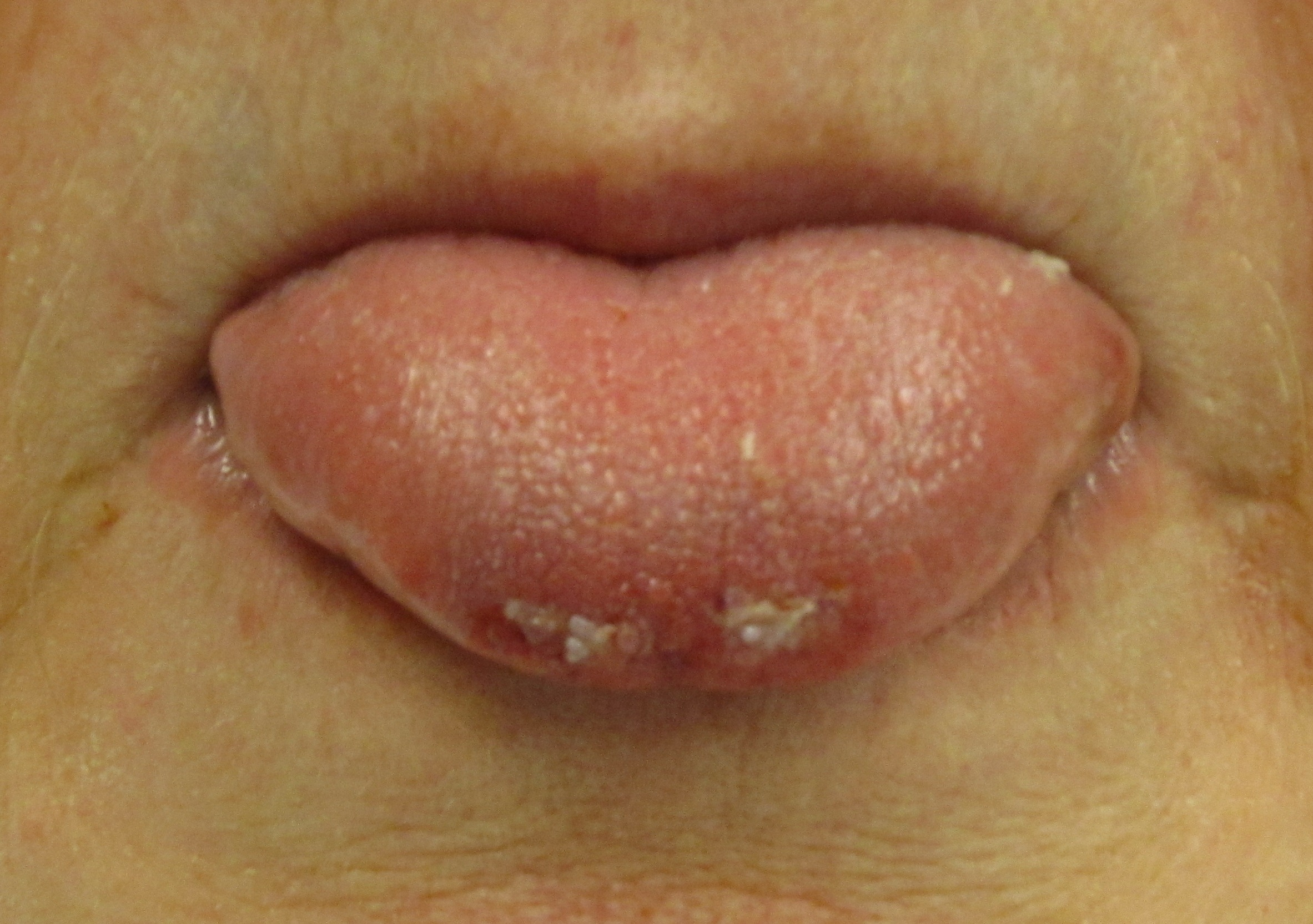
عض طرف اللسان بسبب نوبة

## مضاعفات الصرع
من المضاعفات التي يمكن حدوثها نتيجة الإصابة بالمرض:
- إيذاء المصاب خلال حدوث النوبة العصبية.
- التأثير على الجنين ان كان المصاب امرأة حامل.
- التأثير على شخصية المريض وعلاقاته الاجتماعية.[60]
- التاثير الاجتماعي (الشعور بالاضطهاد)، وذلك بسبب الصعوبات التي قد يسببها الصرع أحيانا في العمل أوالتعليم، وعدم قدرتهم على دفع الصرع لو في مكان عام.
- انعدام الثقة وسوء تقدير الذات.

## العلاج
يتم علاج الصرع بعدة طرق أهمها العلاج بالعقاقير المضادة للتشنج، ونادراً ما نلجأ للجراحة كعلاج للنوبات الصرعية المتكررة.
العلاج بالعقاقير هو الخيار الأول والأساسي. وهنالك العديد من العقاقير المضادة للصرع٬ هذه العقاقير تستطيع التحكم في الصرع بأنواعه المختلفة. فالمرضى الذين يعانوا من أكثر من نوع من أنواع الصرع قد يحتاجوا لاستخدام أكثر من دواء٬ ذلك بالرغم من محاولة الأطباء الاعتماد على نوع واحد من العقاقير للتحكم في المرض. ولكي تعمل هذه العقاقير المضادة للصرع يجب أن نصل بجرعة العلاج لمستوى معين في الدم حتى تقوم هذه العقاقير بعملها في التحكم بالمرض كما يجب الحفاظ على هذا المستوى في الدم باستمرار ولذلك يجب الحرص على تناول الدواء بشكل منتظم والالتزام الكامل بتعليمات الطبيب المعالج لأن الهدف من العلاج هو الوصول إلى التحكم في المرض مع تجنب حدوث الأعراض السلبية المصاحبة لتناول تلك العقاقير٬ مثل النوم الزائد وغيرها من الأعراض السلبية الأخُرى.

### التدابير اللازمة لإسعاف شخص أثناء نوبة الصرع
الإسراع في توفير مكان آمن على الأرض ووضع رأسه على سطح مستو وامالة رأسه ورقبته ليكون في وضع الأفاقة وذلك لمنع وصول السوائل إلى الرئتين، كما يجب ابعاد الاثاث والأدوات الحادة من حوله واتخاذ كل الاحتياطات اللازمة لكي لا يؤذي المصاب نفسه. قم بوضع بطانية أو اسفنج تحت رأس المصاب، وقم بفك الملابس الضاغطة على عنقه، لا تحاول أن تضع شيء في فم المصاب لأنها قد تجعل الشخص المصاب يتقيأ. كن هادئا وحافظ على خصوصيته وابق معه إلى أن يستعيد الوعي٬ كما يجب تدبير وعلاج بلع اللسان في حال حدوثها٬ في حين أن احتياطات العمود الفقري ليست ضرورية بشكل عام.
إذا استمرت نوبة الصرع لفترة مدتها أكثر من خمس دقائق أو في حالة حدوث نوبتين خلال ساعة واحدة دون أن يعود المصاب إلى مستوى الوعي الطبيعي بينهما، فتعتبر هذه حالة طوارئ طبية تعرف باسم الحالة الصرعية. قد تحتاج في بعض الأحيان إلى مساعدة طبية لإدارة مجرى الهواء التنفسي؛ واستخدام مجرى هوائي داخل البلعوم أو ما يعرف بخرطوم الأنف قد يكون مفيدًا في مثل هذه الحالات. إذا حدثت نوبة الصرع في المنزل، فالدواء الأولي الموصى به للنوبة هو الميدازولام الذي يؤخذ عن طريق الفم٬ كما يمكن استخدام الديازيبام عن طريق المستقيم. في حالة حدوثها بالمستشفى، فمن الأفضل أن يأخذ المصاب لورازيبام في الوريد. إذا كانت جرعتان من البنزوديازيبينات غير فعالة، فإنه يُوصى باستخدام أدوية أخرى مثل الفينيتوين. الحالة الصرعية المتشنجة التي لا تستجيب للعلاج الأولي عادة ما تتطلب دخول المصاب وحدة العناية المركزة واستخدام علاج أقوى مثل الثيوبنتال أو البروبوفول.

### العلاج الدوائي
العلاج الأساسي لمرض الصرع هو الأدوية المضادة للتشنج والصرع، وقد يستمر العلاج مدى الحياة. يتم اختيار العلاج بناء على نوع النوبة ومتلازمة الصرع والأدوية الأخرى المستخدمة والمشاكل الصحية الأخرى بالإضافة إلى عمر الشخص ونمط حياته. يوصى أولاً بدواء واحد؛ وإذا لم يكن هذا فعالًا، فيوصى بالتبديل إلى دواء آخر. قد يوصى باستخدام دوائين فقط في حالة أن دواء واحد فقط غير فعال. مع ذلك٬ حوالي 30% من الأشخاص ما زالوا يعانون من نوبات الصرع على الرغم من العلاج.

### العمليات الجراحية
قد تكون جراحة الصرع خيارًا للأشخاص الذين يعانون من نوبات بؤرية رغم تلقي العلاج٬ يشمل هذه العلاج تجربة على الأقل عقارين أو ثلاثة ولكن دون جدوى. فالهدف من الجراحة هو السيطرة الكاملة على النوبات، ويمكن تحقيق ذلك بنسبة من 60% إلى 70% من الحالات. تشمل العمليات الشائعة قطع الحصين عن طريق استئصال الفص الصدغي الأمامي وإزالة الأورام وإزالة أجزاء من القشرة المخية الحديثة. تتم محاولة بعض الإجراءات مثل قطع الجسم الثفني في محاولة لتقليل عدد النوبات بدلاً من علاج الحالة. بعد الجراحة، قد يتم سحب الأدوية ببطء في كثير من الحالات.

### العلاج الجيني
تركز أبحاث العلاج الجيني للصرع حاليًا على تخفيف الأعراض باستخدام ناقلات فيروسية مثل AAV، مع الاستفادة من تقنيات مثل CRISPR/Cas9 التي تقدم آفاقًا جديدة للعلاج. ومع ذلك، تواجه التطبيقات السريرية تحديات تشمل الناقلات، النماذج، التحكم في التعبير الجيني، والقضايا الأخلاقية.

## علاج مرض الصرع عند الأطفال
1. الأدوية. اعطاء الطفل الأدوية المضادة للتشنج، للتحكم في شدة نوبات الصرع والتخفيف منها. ويتم اعطاءه الأدوية حسب نوع الصرع المصاب به.
2. الجراحة. ويتم اللجوء لهذا العلاج للطفل الذي يعاني من نوبات قوية ومتكررة خلال وقت قصير.
3. اتباع نظام غذائي معين. وفي هذا العلاج يُعتمد للطفل أسلوب غذائي صارم يحتوي على دهون وكربوهيدرات معقدة وكمية قليلة من السكريات ويسمى بالغذاء الكيتوني.

## تقييم القدرات المعرفية والنمو
يحث المختصون الاباء والأمهات على إجراء التقييم والفحص الشامل "A Neuropsychological Battery for Epilepsy" لجوانب النمو الجسمية والمعرفية، والانفعالية، وذلك لطفلهم المصاب بالصرع . وقد اجريت القليل فقط من الدراسات العربية التي تفحص وتقيم الجوانب المختلفة لنمو الطفل "Cognitive and behavioral development profile" .

## نماذج حيوانية لمرض الصرع
الحيوانات التي تعاني من نوبات صرع طبيعية أو مستحثة تُمثل نماذج لتطويرالعلاجات الجديدة تخدم كلا من الطب البيطري والطب البشري. من بين هاته الحيوانات الكلاب والقوارض، كما يمكن استعمال الذبابة كنمودج لدراسات جينات الصرع

## اقرأ أيضًا
- رعاش.
- لاكوساميد (دواء).
- أوكسكاربازيبين (دواء).
- قطع الجسم الثفني.
- نظام غذائي كيتوني. الموت المفاجئ في حالات الصرع